# ایجنس (اورگون)
ایجنس، اورگون (به انگلیسی: Agness, Oregon) یک منطقهٔ مسکونی در ایالات متحده آمریکا است که در اورگن واقع شده‌است.